# Oyrarbakki
Oyrarbakki; dánsky Ørebakke) je vesnice se 173 obyvateli na Faerských ostrovech. Leží na ostrově Eysturoy. Je administrativním centrem obce Sunda. Ve vesnici je škola, kterou navštěvuje 120 žáků ze 7 vesnic, a pošta.